# Maison dite Tour des Échevins
La maison dite Tour des Échevins est un bâtiment situé à Brive-la-Gaillarde, dans le département français de la Corrèze en France.

## Localisation
La maison est située aux 28 rue des Échevins et 2 rue du Lieutenant-Colonel-Farro, à côté de la collégiale Saint-Martin, sur la commune de Brive-la-Gaillarde.

## Historique
La maison a été construite vers 1500-1520 en utilisant du grès de Grammont. Il en subsiste une tourelle possédant une décoration remarquable datant de la première Renaissance sur la rue des Échevins et une tourelle sur culot côté rue du Lieutenant-Colonel-Farro. ( à env.30m sur la rue des Echevins, subsiste également une partie de la façade du bâtiment d'origine. Elle est percée de deux grandes baies-fenêtres et d'une porte ouvrant sur un escalier circulaire. En cours de restauration, croisées et socles des fenêtres, ainsi que le linteau de la porte d'entrée en accolade surmonté d'un fleuron "à feuilles de choux" ont été restitués.)
La maison a été habitée par Antoine Delbos, sieur du Bousquet, conseiller au Grand Conseil du roi par provisions du 28 mars 1787 (baptisé le 10 septembre 1753, avocat en Parlement; nommé conseiller au Grand Conseil, il exerce jusqu'en 1791). Il est le père de Joseph Antoine Nicolas Dubousquet-Laborderie (1793-1864), sous-préfet de Brive en 1830, élu député de la Corrèze le 23 avril 1848.
Au XIXe siècle, les façades sur la rue des Échevins, les places Charles-de-Gaulle et Latreille (rue du Lieutenant-Colonel-Farro) sont modifiées. Le mur entre la tour et la maison voisine qui menaçait de s'effondrer est refait en 1840. 
La tour d'escalier, rue des Échevins, est restaurée en 1921 par l'entreprise Brousse. Une partie de la décoration a alors été refaite. La porte donnant sur cette rue a probablement été percée à cette époque.
L'édifice est classé au titre des monuments historiques sur liste en 1889.